# Kaysaniyya
Los kaysanitas o kaysaniyya fueron una secta chiita del islam que al parecer se formó a partir de los seguidores de Al-Mukhtar. A menudo se les describe en la literatura posterior como ghulat, una suerte de herejes. 

## Etimología
Los seguidores de Al-Mukhtar que surgieron de su movimiento (incluyendo todas las sub-sectas subsiguientes que evolucionaron a partir de su movimiento) y quienes en primer lugar defendieron el Imamato de Muhammad ibn al-Hanafiyyah y sus descendientes o cualesquiera otros sucesores designados, recibieron inicialmente el nombre de "mukhtariyya" (en honor a Al-Mukhtar), pero pronto se les conoció más generalmente como "kaysānīyya" (es decir, kaysanitas). Se ha establecido, sin embargo, que Muhammad al-Hanafiyyah nunca reclamó el Imamato para sí, si bien más tarde el primer califa abasí as-Saffah se lo atribuyó a él y sus descendientes.
El nombre kaysānīyya se derivó probablemente del kunya (apellido) Kaysān, que presuntamente Ali le habría dado a al-Mukhtar, o bien al nombre de un mawlā de Alí que cayó en la Batalla de Siffín de nombre Kaysān, de quien se afirma Al-Mukhtar adquirió sus ideas. De manera similar,  puede haber recibido el nombre de Abu Amra Kaysan, un prominente mawālī y jefe de la escolta personal de al-Mukhtar. Otros afirman que Ali o Ibn al-Ḥanafiya llamaban ‘Kaysān' a al-Mukhtar, debido a su ingenio.

## Creencias
Los kaysanitas como secta colectiva tenían las siguientes creencias comunes: 
- Condenaban a los tres primeros califas ortodoxos antes de Ali como usurpadores ilegítimos y también afirmaban que la comunidad se había descarriado al aceptar sus gobiernos.[6]
- Creían que Alí y sus tres hijos, Hasan ibn Ali, Husayn ibn Ali y Muhammad ibn al-Hanafiyyah, eran los imanes sucesivos y sucesores de Mahoma por designio divino, y fueron dotados de atributos sobrenaturales.[6][7][8][9]
- Creían que Muhammad ibn al-Hanafiyyah era el Mahdi .[10]
- Creían en el concepto de Bada' (la idea de que Dios no ha predispuesto un destino definitivo para la historia humana, y puede alterar su curso como le parezca).[11]
- La subsecta dualista zoroástrica del mazdakismo influyó en las creencias kaysanitas.[12]

Además, algunas subsectas kaysanitas establecieron sus propias creencias únicas, tales como: 
- Algunos creían que Muhammad ibn al-Hanafiyyah estaba oculto (ghayba) en el monte Radwa cerca de Medina, custodiado por leones y tigres y alimentado por cabras montesas[13] y que regresaría (Ray'a, es decir, el regreso a la vida del Mahdi con sus seguidores para obtener retribución antes de la Qiyama) como el Mahdi.[14][11]
- Algunos se referían a dar al-taqiyya (es decir, el dominio de Taqiyya) como aquellos territorios que no eran los suyos. Sus propios territorios eran denominados dar al-'alaniya (es decir, el dominio de la publicidad).[15]
- Algunos empezaron a utilizar ideas de carácter generalmente gnóstico que estaban vigentes en Irak durante el siglo VIII.[16]
- Algunos interpretaron el destierro temporal de Muhammad ibn al-Hanafiyyah al monte Radwa y su ocultación como un castigo por su error de viajar de La Meca a Damasco para jurar lealtad y visitar al falso califa Abd al-Málik ibn Marwan.[9][17]

## Historia

### El islam chií y los kaysanitas
Los kaysanitas siguieron una política activista en contra del establecimiento contra los omeyas, con el objetivo de pasarle el liderazgo de los musulmanes a los alides (descendientes de Alí) y representaban la lealtad del grueso de la población chií (incluso eclipsando a la de los duodecimanos o imamíes) hasta poco tiempo después de la revolución abasí. Inicialmente se independizaron de las actitudes religiosamente moderadas de los primeros chiíes de Kufa. La mayor parte del apoyo a los kaysanitas provenía de mawalis (conversos locales no árabes) superficialmente islamizados en el sur de Irak, Persia y otros lugares, así como de otros partidarios en Irak, particularmente en Kufa y em Al-Mada'in (Ctesifonte).
Tras la muerte de Muhammad ibn al-Hanafiyyah, la mayor parte de los kaysanitas reconocieron el Imamato de Abd-Allah ibn Muhammad ibn al-Hanafiyyah (también conocido como Abu Hashim, el hijo mayor de Muhammad ibn al-Hanafiyyah, d. 716). Esta subsecta (también conocida como los hashimiyya, en honor a Abu Hashim), y que incluía a la mayoría de los kaysanitas, fue el primer grupo chiita cuyas enseñanzas y posturas revolucionarias se difundieron en Persia, especialmente en el Gran Jorasán, donde encontró adeptos entre los mawalis y los colonos árabes.
Para el final del período omeya, la mayoría de los hashimiyya le entregaron su lealtad a la familia abasí y desempeñaron un papel importante en la campaña de propaganda que eventualmente llevó a la exitosa revolución abasí.
Sin embargo, los kaysanitas no sobrevivieron como secta, a pesar de que ocupaban una posición mayoritaria entre los chiitas hasta poco después de la revolución abasí. Los kaysanitas restantes que no se habían unido al partido abasí buscaron alinearse con comunidades chiitas alternativas. Por lo tanto, en Jorasán y otras tierras orientales, muchos se unieron a los jurramitas. En Irak se unieron a Ya'far as-Sadiq o a Muhammad al-Nafs al-Zakiyya, quienes eran para entonces los principales pretendientes alides al Imamato. Sin embargo, con la desaparición del movimiento activista de al-Nafs az-Zakiyya, Ya'far al-Sadiq emergió como su principal punto de unión. Por lo tanto, a finales del siglo VIII, la mayoría de los kaysanitas habían puesto su atención en otros imanes.

## Subsectas kaysanitas
La secta chií kaysanita se dividió en numerosas subsectas a lo largo de su historia. Estas divisiones ocurrían tras la muerte de un líder kaysanita, cuando típicamente sus seguidores se dividían entre jurar lealtad a diferentes líderes, y cada subsecta reclamaba la autenticidad de su propio líder. 
Cuando Muhammad ibn al-Hanafiyyah murió en 700, los kaysanitas se dividieron en al menos tres subsectas distintas:
- Karibiyya o Kuraybiyya, llamados así a causa de su líder Abu Karib (o Kurayb) al-Darir. Se negaron a reconocer la muerte de Muhammad ibn al-Hanafiyyah y creyeron que estaba oculto (gha'ib) en las montañas Radwa cerca de Medina, de donde eventualmente emergería como el Mahdi para llenar la tierra con justicia y equidad, así como anteriormente estaba llena de injusticia y opresión.[23]
- Otra subsecta estaba bajo el liderazgo de un hombre llamado Hayyan al-Sarraj. Afirmaban la muerte de Muhammad ibn al-Hanafiyyah, pero sostenían que él y sus partidarios volverían a la vida en el futuro cuando establecería la justicia sobre la tierra.[23]
- Otra subsecta fundada por Hamza ibn 'Umara al-Barbari afirmaba la divinidad de Muhammad ibn al-Hanafiyyah y la posición de profeta de Hamza ibn' Umara al-Barbari y adquirió algunos partidarios en Kufa y Medina.[23]
- Otra subsecta fueron los Hashimiyya. Los hashimiyya incluían a la mayoría de kaysanitas tras la muerte de Muhammad ibn al-Hanafiyyah. Aceptaban la muerte de Muhammad ibn al-Hanafiyyah y reconocían a su hijo mayor Abu Hashim como su sucesor.[24] Los hashimiyya creían que Abu Hashim había sido designado personalmente por Muhammad ibn al-Hanafiyyah como su sucesor. Por lo tanto, Abu Hashim se convertía en el Imam de la mayoría de los chiíes de ese tiempo, aunque era un poco más joven que su primo Zayn al-Abidin. Desde su base en Kufa, los hashimiyya lograron reclutar adeptos en otras provincias, especialmente entre los mawali de Jorasán.[25]

Después de la muerte de Abu Hashim, no menos de cuatro o cinco subsectas reclamaron la sucesión de Abu Hashim de los hashimiyya originales:
- Los Harbiyya, que más tarde se conocerían como Janahiyya, eran seguidores de Abdallah ibn Mu'awiya ibn Abdallah ibn Ya'far.[29] Abdullah ibn Muawiya era primo de Abu Hashim y nieto de Ya'far ibn Abī Tālib.[28] Según los harbiyya /yanahiyya, era el sucesor legítimo de Abu Hashim.[30] Se rebeló tras las muertes de su primo Zayd ibn Ali y su sobrino Yahya ibn Zayd ibn Ali. Su revuelta se extendió por Irak a Isfahán y Fārs entre 744 y 748. También se le unieron los zaidiyyah, abasíes y jariyíes en la rebelión. Durante un tiempo, Abdallah ibn Muawiya se estableció en Istajr, desde donde gobernó durante unos años sobre Fārs y otras partes de Persia, incluyendo Ahvaz, Jibal, Isfahán y Kermán desde 744 hasta 748, hasta que huyó a Khurasan de las tropas omeya en avanzada.[31] Al huir a Khurasan, fue asesinado (en nombre de los abasíes) por Abu Muslim Khorasani en 748 mientras estaba encarcelado.[32]   La subsecta harbiyya / yanahiyya apoyaba muchas ideas extremistas y gnósticas tales como la preexistencia de las almas como sombras (azilla), la transmigración de las almas (tanaukh al-arwah, es decir, el regreso en un cuerpo diferente teniendo el mismo espíritu) y una historia cíclica de las eras (adwar) y eones (akwar). Algunas de estas ideas fueron adoptadas por otros grupos primitivos de chiíes ghulat.  
  - Después de la muerte de Abdallah ibn Mu'awiya, una subsecta de los harbiyya/yanahiyya afirmó que estaba vivo y escondido en las montañas de Isfahán.[27]
- Otra subsecta de los hashimiyya reconocía al abasí Muhammad ibn Ali ibn Abdallah ibn 'Abbas ibn' Abd al-Muttalib como el legítimo sucesor de Abu Hashim. Esta subsecta abasí incluía a la mayoría de los hashimiyya originales.[33] Los abasíes alegaban que Abu Hashim (que murió sin hijos en 716) había nombrado a su sucesor Muhammad ibn Ali ibn Abdullah (muerto en 744). Muhammad ibn Ali ibn Abdullah se convirtió en el fundador del califato abasí.[34] Tenía un hermano llamado Ibrahim (que fue asesinado por los omeyas), y dos hijos, As-Saffah (que se convirtió en el primer califa abasí) y Al-Mansur (que se convirtió en el segundo califa abasí).[35] Por tanto, el motor ideológico de la revuelta abasí fue el de los kaysanitas.[36]
  - Otra subsecta fue la subsecta Abu Muslimiyya (llamada así por Abu Muslim Jorasaní). Esta subsecta sostenía que el Imamato había pasado de As-Saffah a Abu Muslim. También creían que Al-Mansur no había matado a Abu Muslim, sino a alguien que se parecía a Abu Muslim y que Abu Muslim todavía estaba vivo.[37]
  - Otra subsecta fueron los rizamiyya. Se negaron a repudiar a Abu Muslim, pero también afirmaban que el Imamato permanecería en la familia Abasí hasta el Qiyamah, cuando un descendiente de 'Abbas ibn' Abd al-Muttalib sería el Mahdi.